# Босилеград (радио)
Радио Босилеград е регионална радиостанция в Босилеград, която излъчва на български език на 89.1 MHz FM. На 8 септември 1997 г., точно в 14:00 часа прозвучава първият сигнал на радиото, създаден по мотиви от песента „Гугутка гука“. Радиото е открито в рамките на общинския център с тогавашен директор на Нада Стойнев. В началото радиото излъчва на 103.6 MHz, после на 92.1 MHz, след 2010 г. на 89.1 MHz FM. До края на 2016 г. съществува в състав на центъра за култура към община Босилеград, тъй като според промените в закона общината вече не може да бъде основател на медии. В началото на 2017 г. дейностите му са възобновени като част от „Нова РТВ Босилеград“, основана от Националния съвет на българското национално малцинство в Сърбия. В радиото работят журналистите Петър Рангелов, Александра Димитрова, Игор Йовановски. Радиото излъчва новини от Българската телеграфна агенция.
През декември 2020 г. радиото започва да излъчва и онлайн.